# Rémunération
 (décembre 2008).
Si vous disposez d'ouvrages ou d'articles de référence ou si vous connaissez des sites web de qualité traitant du thème abordé ici, merci de compléter l'article en donnant les références utiles à sa vérifiabilité et en les liant à la section « Notes et références ».
 (janvier 2017).
La rémunération est le « prix d'un travail fourni ou de services rendus ; par métonymie, la somme d'argent correspondante ».
Selon les cas, le montant de la rémunération et les modalités de son versement sont prévus :
- soit par les simples usages.
- soit par des dispositions contractuelles librement négociées entre les parties ou résultant d'accords collectifs (accord d'entreprise, convention collective ou accord de branche professionnelle…).
- soit en application de règles découlant de la loi et des règlements (regroupés dans le Code du travail).

## Étymologie
Le terme « rémunération » viendrait du latin « remunerare » (rémunéré), tiré du substantif « munus, muneris » signifiant « cadeau ».

## Enjeu de la rémunération
Les raisons d'être de la rémunération sont multiples et expliquent les différentes philosophies et modes de détermination:
- rémunération d'un poste défini de manière objective, en dehors de toute considération pour le titulaire qui le détient.
- rémunération de la performance d'une personne dans le cadre d'un poste.
- rémunération d'une personne -Intuitu personæ- en dehors de toute considération pour le poste qu'elle est censée assurer
- rémunération mixte tenant compte à la fois du poste tenu et des caractéristiques personnelles du titulaire du poste.

## Différents types de rémunération

### Rémunération du travailleur

#### Travailleur salarié
Pour un salarié, la rémunération peut comprendre différents éléments qui figurent ou non sur le bulletin de salaire :
une partie fixe : salaire de base, une partie variable : les primes, les commissions, l'intéressement, la participation aux bénéfices,
des « avantages sociaux » : mutuelle, prévoyance, retraite, ou des « avantages en nature » : tickets restaurants, voiture de fonction, chèques cadeaux…
L'emploi des travailleurs intérimaires donne lieu à versement de primes particulières.
Les prestations de formation - étant un droit du travailleur - (voir le Droit individuel à la formation) ne doivent pas être considérées comme une rémunération.

#### Travailleur non salarié
La rémunération des travailleurs non salariés (TNS) n'est pas un salaire. Elle peut prendre différentes formes suivant les professions concernées : honoraires, émoluments, etc.

#### Garanties et protection des rémunérations des travailleurs

##### Garanties et protection face à l'employeur
L'employeur ne peut agir de manière arbitraire en matière de rémunération :
- respect du contrat individuel de travail, censé régir la relation avec le salarié (en l'absence frauduleuse d'un tel contrat, les tribunaux retiennent que la production de trois bulletins de salaire vaut contrat entre les parties).
- respect de l'ensemble des dispositions légales, censée généralement prévaloir sur celles prévues par les contrats individuels de travail.
- respect du délai d'exigibilité (généralement mensuel) qui signifie que les sommes dues ne peuvent faire l'objet d'aucun crédit.
- respect des modalités de versement : un bulletin de salaire respectant le formalisme en vigueur doit être produit au salarié. Le transfert et la remise des sommes dues doivent être réalisés par les moyens appropriés (généralement matérialisés par le versement sur le compte bancaire du bénéficiaire).

##### Garanties et protection face aux créanciers
- Protection face aux créanciers du salarié
- Protection face aux créanciers de l'employeur

### Rémunération de l'épargne
L'intérêt servi sur une somme placée rémunère le préteur : Pour les économistes, l'intérêt est la contrepartie versée au prêteur pour sa renonciation à la liquidité.

### Rémunération du capital
Le dividende est la somme éventuellement prélevée sur le résultat bénéficiaire d'une société de capitaux pour être répartie et distribuée aux associés ou actionnaires, conformément aux dispositions des statuts.

### La rémunération des dirigeants
La question de la connaissance exacte de la consistance et du niveau de ces rémunérations pose un problème dans la mesure où la publicité et la transparence de ce type d'information restent faibles. Pour ce qui est de la situation en France, le cabinet privé Proxinvest diffuse chaque année dans la presse un rapport d'analyse sur la question. Pour ce qui est de la situation aux États-Unis et au Canada, Yvan Allaire, président exécutif de l'Institut sur la gouvernance a préparé une prise de position sur la question complexe et épineuse de la rémunération des dirigeants. Ce document est critique de beaucoup des aspects de cette approche conventionnelle et formule certaines recommandations précises pour la détermination de la rémunération des dirigeants. De plus, Yvan Allaire propose également des pistes de solutions très différentes de celles proposées par Thomas Piketty dans son livre intitulé Le capital au XXIe siècle.
En France, les entreprises sont légalement tenues de communiquer sur la rémunération de leur dirigeant.

### La rémunération des intermédiaires financiers
La crise financière de 2008-2011 met en évidence des pratiques de rémunérations qui ne correspondent pas aux bonnes pratiques de gouvernance, en particulier sur la partie variable du salaire, le bonus. Dans ce contexte, plusieurs juridictions nationales - l'Angleterre, la France ou la Suisse imposent des modèles de pratiques de rémunérations en vue de limiter les abus.

## Aspects éthiques de la rémunération

### L'insuffisance ou le défaut de rémunération
Certaines situations concrètes sont affectées par l'insuffisance voire le défaut de rémunération :
- tendance forte ou longue à demeurer au voisinage d'un plancher objectivement insuffisant.
- inexistence de la rémunération (cas des chômeurs, notamment de longue durée).
- insuffisance ou défaut total de la rémunération (cas des personnes déclarées inaptes au travail ou présentant un handicap plus ou moins lourd).
- insuffisance de ressources dans le cas spécifique des familles monoparentales (surtout lorsque le chef de famille est une femme et que la famille comporte plusieurs enfants à charge).

Des dispositifs sociaux comme le salaire minimum, le revenu de solidarité active (RSA) s'efforcent de résoudre par le jeu de la redistribution ces situations concrètes fortement marquées par une rémunération déficiente.